# Rocca di Ripafratta
La Rocca di Ripafratta, nota anche come Rocca di San Paolino o Castello di Ripafratta, è una fortificazione medievale situato sul colle Vergario, che sovrasta il paese di Ripafratta, al confine della provincia di Pisa.

## Posizione strategica
Il borgo di Ripafratta, frazione del comune di San Giuliano Terme (PI), si trova al confine tra le città di Lucca e Pisa, e lungo la loro antica via di comunicazione, un tempo nota come via Aemilia Scauri, poi via Julia Augusta e Strada statale 12 dell'Abetone e del Brennero, oggi SRT12. 
Il castello si trova dunque a dominare, dall'alto del colle Vergario, le vie stradali e fluviali della valle del Serchio: tale posizione ha permesso a lungo il controllo sui traffici terrestri e fluviali fra le città rivali di Lucca e Pisa.

## Architettura

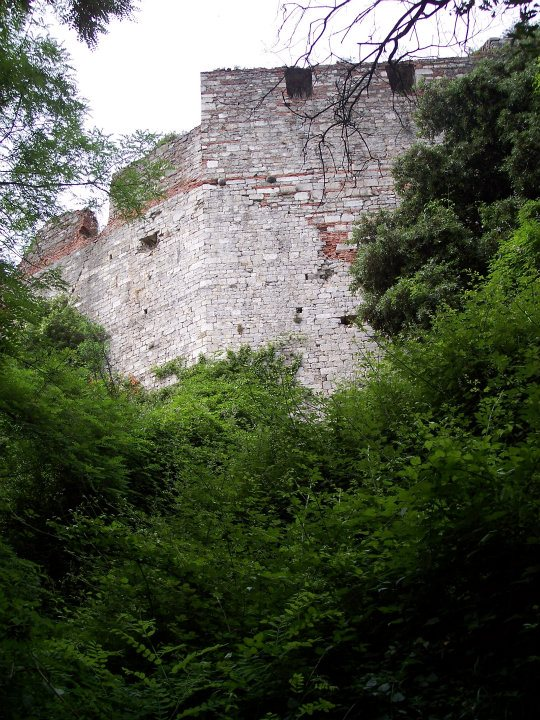
Scorcio del versante pisano

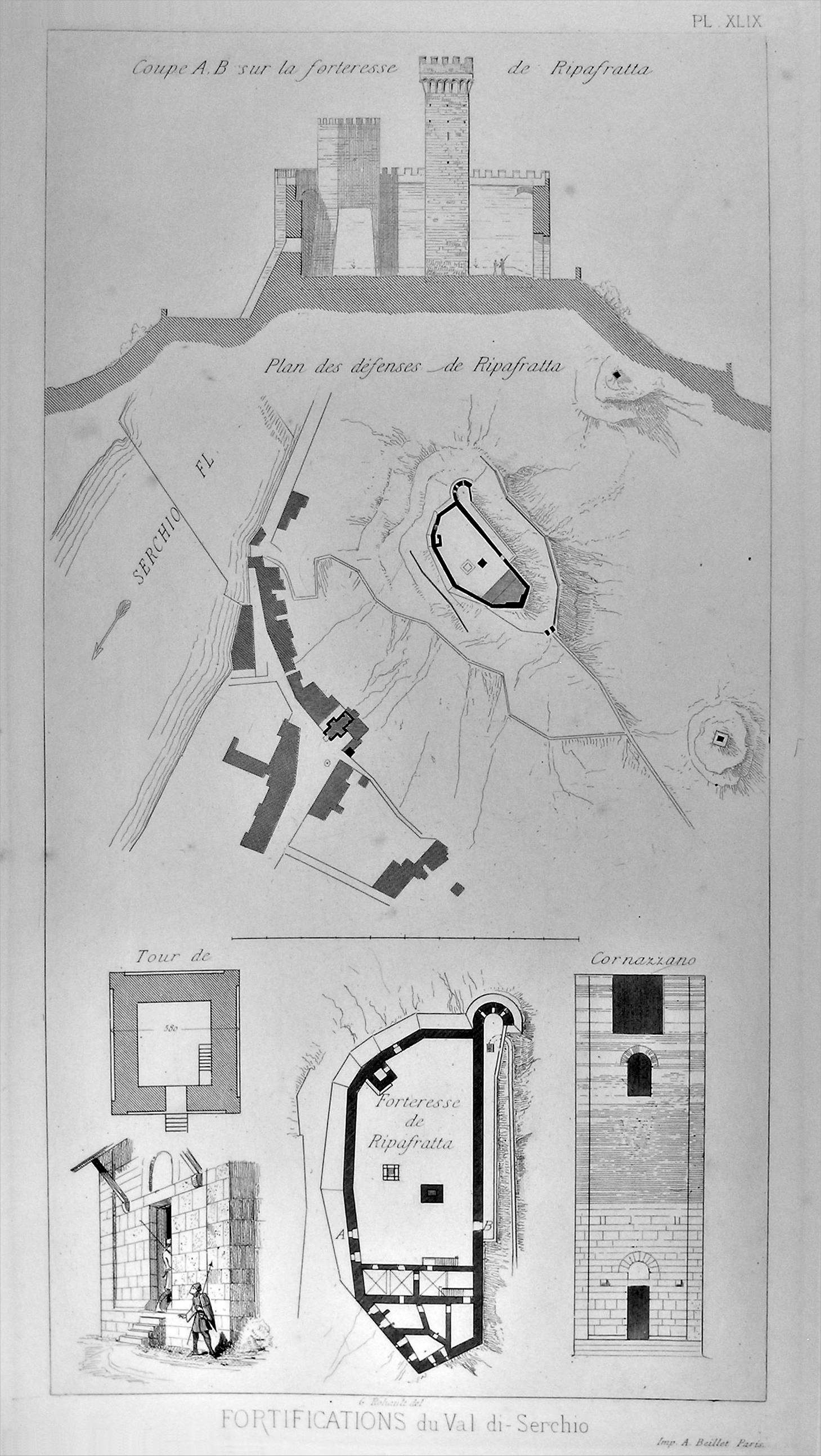
Disegni in pianta e sezione del sistema difensivo di Ripafratta in "Georges Rohault de Fleury, La Toscane au Moyen Age: Architecture civile et militaire, vol. 1, Paris 1873"

La rocca è caratterizzata da un recinto a pianta poligonale irregolare, occupato al centro da una torre quadrangolare, e da altre due torri adiacenti alle mura. Ulteriori tre torri di avvistamento e presidio dei sentieri di aggiramento sorgono sui colli circostanti: la Torre Centìno, la Torre Niccolai (ancora ben conservate) e la torre anonima (di cui restano pochi ruderi). Il sistema difensivo di confine della Repubblica Pisana nei confronti dei vicini lucchesi prevedeva altre torri e fortificazioni site nelle località vicine, come la Torre dell'Aquila (detta Torre Segata) presso Filettole o la Torre di Rosaiolo presso Avane. L'intera valle del Serchio - Oltreserchio era costellata da torri e castelli che le due Repubbliche di Pisa e Lucca costruirono per sorvegliare i propri confini.

## Storia

### Costruzione e primi secoli
Il colle Vergario è da sempre sede di attività umane, anche abitative, fin dall'Età del Ferro. Lo testimoniano alcuni dei riscontri archeologici di origine preistorica, etrusco-ligure e romana rinvenuti durante un'intensa campagna di scavi negli anni '80 del 1900..
L'intera zona tra Lucca e Pisa, in particolare quello attualmente conosciuto come lungomonte sangiulianese, divenne in epoca alto-medievale un territorio ricco di strutture civili, militari e religiose di epoca e fattura romanica: pievi, torri di avvistamento e di controllo, piccoli villaggi, numerosi mulini ad acqua, eremi e monasteri situati sui monti sovrastanti. Un sistema feudale piuttosto regolamentato, nel quale le due città di Lucca e Pisa si contendevano la supremazia, con accordi o guerre, subendo e assecondando le influenze dei rispettivi vescovi e della sovranità imperiale.
In questo contesto è nata la Rocca di Ripafratta. L'antica torre originaria presente sul colle Vergario (tuttora al centro del castello) risale almeno al 970, ma la presenza di un edificio di quel tipo è probabilmente anteriore. La rocca propriamente detta, attualmente intitolata a San Paolino patrono di Lucca, è stata costruita dalla Consorteria dei Da Ripafratta, nobili locali, inizialmente legati al vescovo lucchese. Con l'edificazione di una vera e propria struttura castellana, la famiglia intendeva rafforzare ed estendere il proprio controllo sul territorio strategico di Ripa, piccolo villaggio dipendente ecclesiasticamente dalla pieve lucchese di Montuolo, situato in una zona favorevole per la riscossione dei pedaggi stradali e fluviali. Ma proprio tale imposizione di gabelle causò i primi scontri con i lucchesi, che nel 1104 mossero guerra ai Da Ripafratta e conquistarono la Rocca. I nobili, che non avevano certo la possibilità di opporsi, chiamarono in aiuto i pisani, tornati da poco dalla Sardegna, che mossero guerra a Lucca e recuperarono Ripafratta. I lucchesi si fecero di nuovo avanti un anno dopo, nel 1105, ma furono di nuovo sconfitti. Si arrivò ad una prima pace grazie all'intervento dell'autorità imperiale, la quale sentenziò anche la legittimità dei dazi imposti dai nobili di Ripafratta e che il luogo fosse sottoposto all'influenza pisana.
Nel 1109 l'avvicinamento con Pisa segnò un ulteriore passo, con l'atto di donazione da parte dei Da Ripafratta all'arcivescovo di Pisa Pietro Moriconi di parte del castello. Con tale atto, i Da Ripafratta si obbligavano di fatto a riconoscere l'autorità della Chiesa pisana, a non nominare il castellano della Rocca senza l'approvazione dell'arcivescovo, e a non permutare il feudo con il Comune o la Chiesa di Lucca.
I frequenti conflitti tra le due città confinanti spinsero quindi il Comune pisano a fortificare ulteriormente la Rocca e il borgo, e costruire un più esteso sistema di difesa che si estendeva sui monti circostanti, con torri di avvistamento (le due superstiti sul versante di Ripafratta sono denominate Niccolai e Centino) e con una torre-porta a sbarramento della strada pedemontana (sopravvissuta fino alla seconda guerra mondiale). 
Negli anni 1162-1164, quindi, la fortificazione fu ingrandita e trasformata in una vera e propria Rocca castellana. A questo periodo risale anche l'ulteriore cerchia muraria concentrica che proteggeva il piccolo borgo a ridosso del castello, antico nucleo dell'odierna Ripafratta. Di questa cerchia muraria, rimangono oggi visibili solo pochi resti.

### Guerre tra Comuni
I conflitti tra le due città confinanti videro sempre più spesso Ripafratta al centro delle operazioni militari, di difesa o di conquista. Il castello fu spesso ceduto o occupato per patti, o preso come bottino di guerra.
Il castello di Ripafratta, dopo la guerra fra Pisa e Firenze terminata nel 1254 con la rotta pisana di San Savino, passò in mano fiorentina come risarcimento di guerra. I Da Ripafratta dovettero vedere a malincuore la propria fortezza in mano ai Fiorentini, i quali poi la regalarono addirittura agli alleati Lucchesi. Ma il 24 settembre del 1261 i Pisani mossero di nuovo guerra e recuperarono la Rocca; per garantirne l'incolumità vi installarono anche un certo numero di soldati.
Nel 1314 Ripafratta fu il luogo di uno dei tanti trattati di pace tra le due potenze nemiche, al termine della guerra di conquista da parte dei Pisani, guidati dal capitano del popolo Uguccione della Faggiola.

### Dominio fiorentino e ampliamento

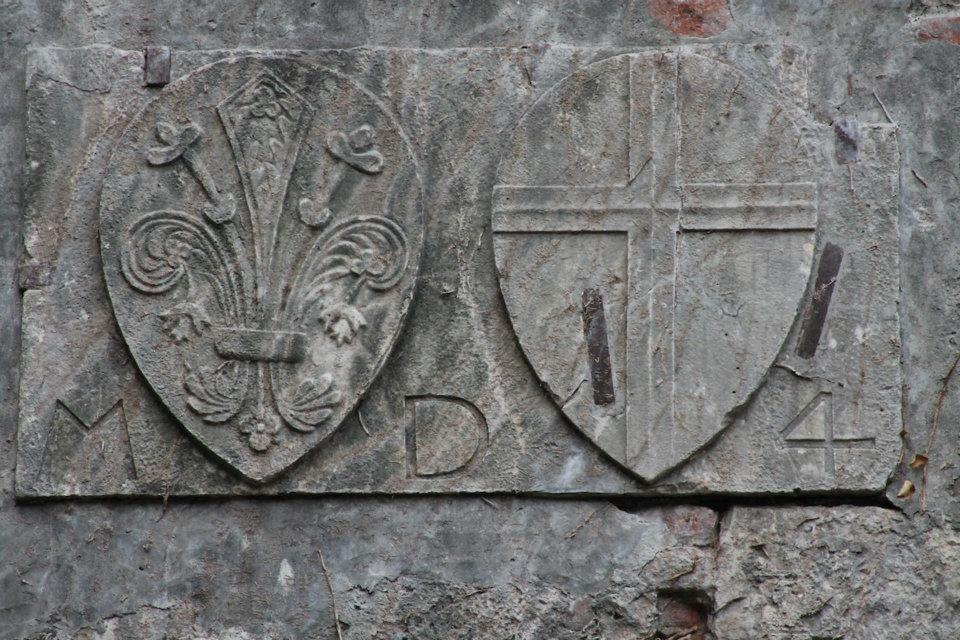
Stemmi Fiorentini all'ingresso.

Il castello è stato conteso nel corso dei secoli, anche con assedi e aspre battaglie, dalle potenze pisana e lucchese, prima di passare definitivamente in mano fiorentina.
Con l'avvento della polvere da sparo Firenze avviò un'opera di colossale ristrutturazione del castello, con l'obiettivo di aggiornarlo alle nuove esigenze belliche. Nel 1504 il celebre architetto militare Antonio da Sangallo, forse in collaborazione con Leonardo da Vinci, portò a compimento un progetto di adeguamento e ristrutturazione della fortezza. Furono cimate le torri medievali e vennero avviate profonde modifiche strutturali, come la costruzione di ampie scarpe addossate alle mura e di rivellini contrapposti, questi ultimi delegati alla difesa dell'unica porta d'accesso.

### Decadenza
Con il mutare delle condizioni politiche e con la "pacificazione" imposta dal dominio fiorentino, la Rocca perse gradualmente importanza. Per secoli aveva presidiato un confine che adesso non necessitava più di difesa: già nel 1607 il castello risultava abbandonato. Nel 1628 venne allivellata ad Orazio Angelini, “ad uso d'orto con piantarci de' frutti e viti”; nel 1678 il livello passò al fattore della tenuta granducale di Collesalvetti, che dopo pochi mesi lo cedette alla nobile famiglia Camici Roncioni, proprietari fino all'acquisizione da parte del comune di San Giuliano Terme nel 2021.

### Situazione attuale
La Rocca è attualmente in attesa di urgenti interventi di messa in sicurezza, conservazione e restauro. L'area degli scavi archeologici, condotti dall'Università di Pisa negli anni '80-'90, è stata gravemente danneggiata dall'incuria. Periodicamente, e soprattutto in occasione della Festa della Rocca e del suo territorio che si tiene ogni anno a settembre, l'associazione Pro Loco Ripafratta "Salviamo La Rocca" organizza visite guidate al complesso storico.

## Tentativi di recupero

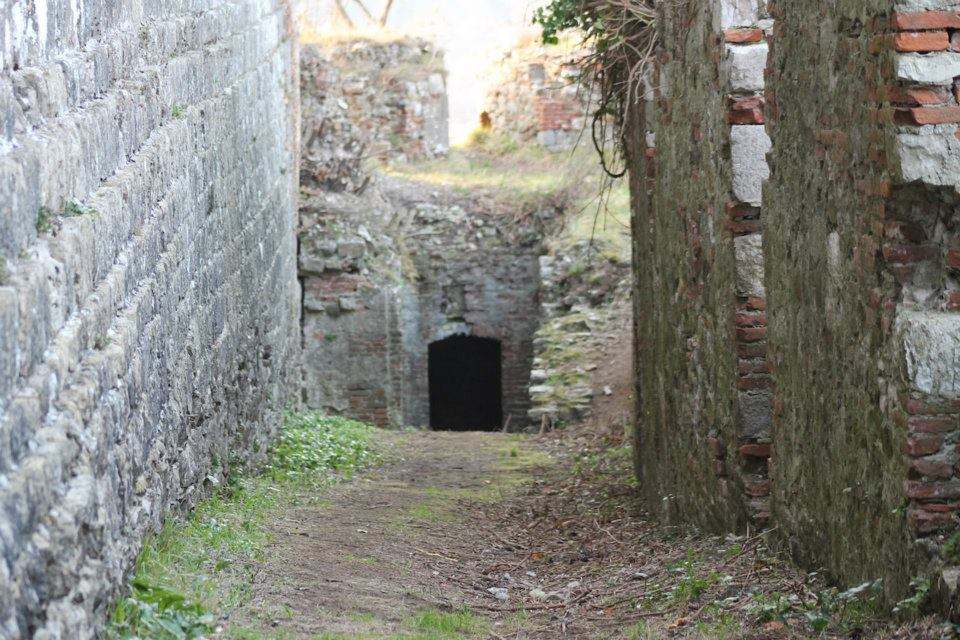
Corridoio di ingresso alla Rocca

Dai primi anni 2000 si sono succedute iniziative e mobilitazioni per arrivare alla messa in sicurezza e al recupero del bene storico. Un importante protocollo d'intesa per il recupero e la valorizzazione della Rocca, siglato da Comune di San Giuliano Terme e Fondazione Cassa di Risparmio di Pisa nel 2008, è fallito prima ancora di arrivare alla fase progettuale a causa di un mancato accordo con le proprietà private confinanti.
Nel settembre 2011 a Ripafratta si è tenuta una manifestazione, a cui hanno aderito tutte le associazioni del territorio, per chiedere la salvaguardia del monumento e per reagire alla situazione di stallo. Pochi mesi dopo, nel 2012, è stata fondata l'associazione "Salviamo la Rocca". Nel 2013 l'associazione ha chiesto formalmente al Comune di San Giuliano Terme di riaprire un percorso per la messa in sicurezza e il recupero della Rocca. Per sostenere tale richiesta, il 31 agosto e 1 settembre 2013 si è tenuta una nuova manifestazione a Ripafratta, la "Festa della Rocca", divenuta poi appuntamento annuale. Il 7 dicembre 2013, durante un evento organizzato dall'associazione "Salviamo la Rocca" a San Giuliano Terme, l'assessore all'urbanistica del Comune ha annunciato che l'amministrazione ha iniziato nuove, difficili, trattative con i vari privati coinvolti e ha ripreso i contatti con la Fondazione Pisa per arrivare a un progetto di recupero entro il 2014.
È spettato alla successiva amministrazione comunale del sindaco Sergio Di Maio affrontare la questione. Sono state nuovamente avviate trattative con i privati, stavolta fruttuose, come riportato in consiglio comunale l'11 marzo 2015. Il 4 novembre 2015 in una conferenza stampa congiunta, Comune di San Giuliano Terme e Fondazione Pisa (ex Fondazione Cassa di Risparmio di Pisa) hanno annunciato quindi l'avvio di un nuovo percorso, con uno studio di fattibilità affidato al Centro ASK dell'Università Bocconi di Milano. Lo studio viene consegnato nell'ottobre 2016, ed integrato da un approfondimento dell'associazione Salviamo La Rocca sui possibili modelli gestionali, dal momento che il lavoro di ASK mette in evidenza l'importanza della sostenibilità economica della struttura una volta a regime.
Il percorso di recupero non prosegue tuttavia, a causa della richiesta della Fondazione di una garanzia economica che il Comune dovrebbe conferire per avviare il progetto. Così, l'8 aprile 2017 Salviamo La Rocca lancia una petizione con raccolta firme per chiedere che il bene sia acquisito a proprietà pubblica, elemento indispensabile per poter pensare a nuovi possibili percorsi di valorizzazione. La petizione raccoglie il sostegno di numerose associazioni, enti ed istituzioni. L'8 giugno 2017, durante un incontro sulla Rocca organizzato dal quotidiano Il Tirreno nella sala consiliare di San Giuliano Terme, il sindaco Sergio Di Maio annuncia di aver formalmente chiesto alla famiglia Camici Roncioni la donazione del bene storico al Comune; la richiesta ha ricevuto però risposta negativa.
Nel settembre 2017 è stata firmata una convenzione tra Comune di San Giuliano Terme, Università di Pisa e associazione Salviamo La Rocca, in virtù della quale il Dipartimento di Ingegneria dell'Energia, dei Sistemi, del Territorio e delle Costruzioni realizzerà un approfondimento progettuale sul recupero e la gestione del bene storico.
Nel maggio 2018 Salviamo La Rocca lancia una campagna a sostegno della Rocca come Luogo del Cuore FAI nell'ambito del censimento 2018. Il 26 luglio 2018 il consiglio comunale di San Giuliano Terme vota all'unanimità una mozione a sostegno della candidatura ai Luoghi Del Cuore; la mozione impegna anche la giunta comunale a coinvolgere nel percorso di recupero la Regione Toscana e il Ministero dei beni culturali, portando così per la prima volta la questione della Rocca al di fuori dell'ambito locale. La Rocca si posiziona al quarto posto regionale nella classifica del FAI.
Nell’aprile del 2019 il Consiglio comunale di San Giuliano Terme vota all’unanimità la decisione di acquistare la Rocca, stanziando una parte (30.000 euro) dei fondi necessari a chiudere la trattativa con i proprietari. Nell'ottobre dello stesso anno la Regione Toscana contribuisce al raggiungimento della cifra con uno stanziamento di 100.000 euro.
Il 7 maggio 2019 il Comune, l'Università di Pisa e l'associazione Salviamo La Rocca siglano un protocollo d'intesa per dare vita a un comitato congiunto che guidi il percorso di recupero. Presidente del comitato è stato nominato il prof. Marco Giorgio Bevilacqua, rappresentante dell'Università.
Il 1º febbraio 2021 viene stipulato l'atto di acquisto della Rocca, che il 26 aprile 2021 diventa ufficialmente proprietà del comune di San Giuliano Terme.